# 阿莱特
阿莱特（法語：Alette，法語發音：[alɛt]）是法国上法蘭西大區加来海峡省的一个市镇，属于蒙特勒伊区。

## 地理
阿莱特（50°31'5"N, 1°49'41"E）面积13.87 平方千米，位于法国上法蘭西大區加来海峡省，该省份为法国北部沿海省份，西北濒北海，南至索姆省，东临北部省。
与阿莱特接壤的市镇（或旧市镇、城区）包括：伯桑、蒙卡夫雷勒、普勒尔、桑皮、艾克斯昂伊萨尔、克朗勒。

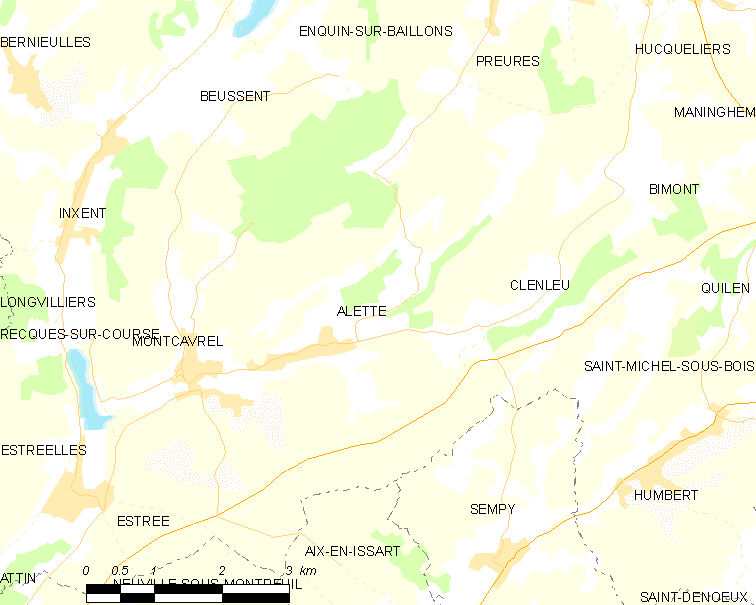
阿莱特的OSM定位图

阿莱特的时区为UTC+01:00、UTC+02:00（夏令时）。

## 行政
阿莱特的邮政编码为62650，INSEE市镇编码为62021。

## 政治
阿莱特所属的省级选区为兰布尔县。

## 人口

1962-2008年间阿莱特人口变化图示

阿莱特于2022年1月1日时的人口数量为372人。